# Division of Laura Lee

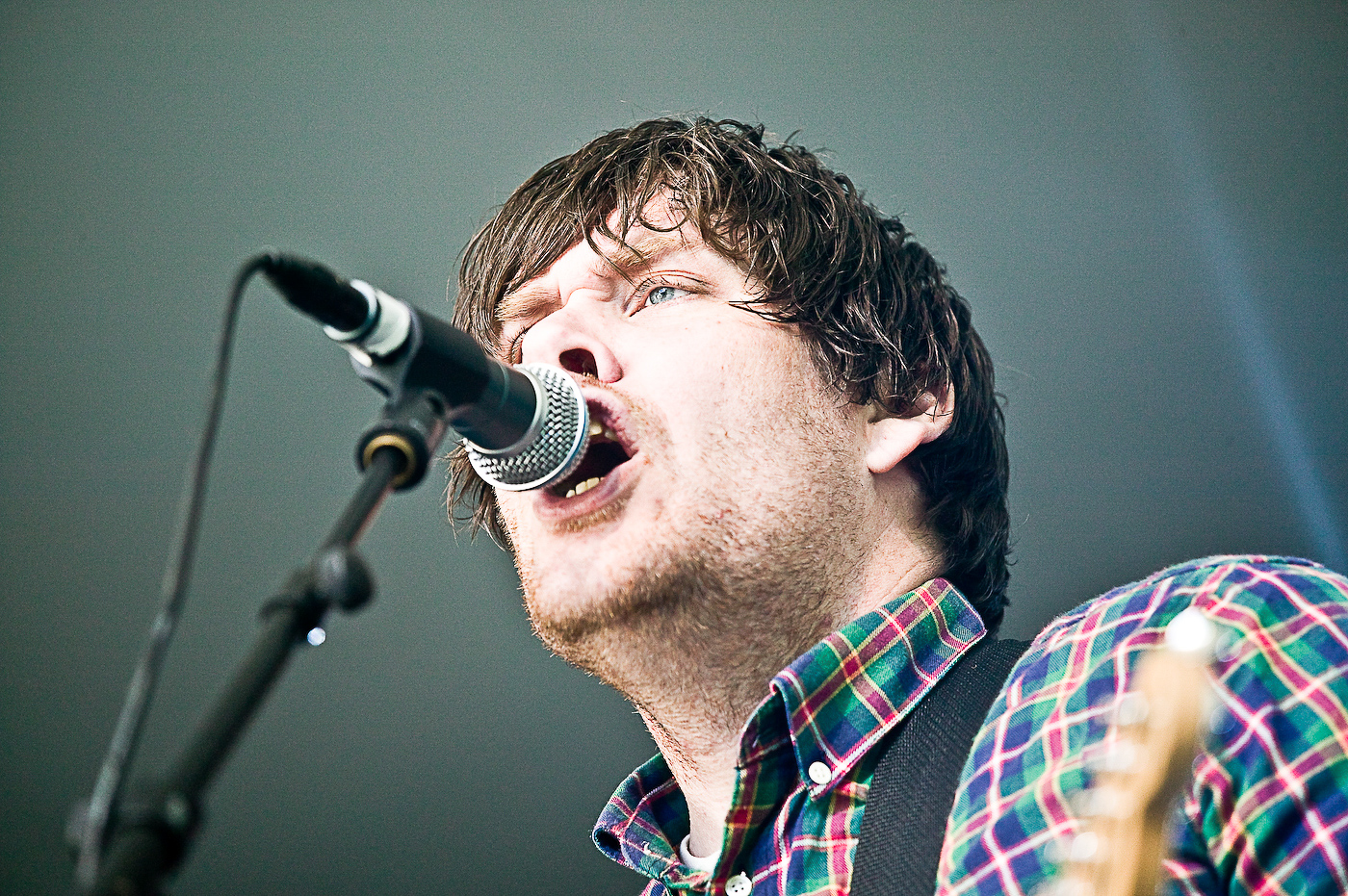
Per Stålberg, Sänger und Gitarrist der Division of Laura Lee (2011)

Division of Laura Lee ist eine schwedische Punkrock-Band, die 1997 von Per Stålberg, Jonas Gustafsson, Håkan Johansson und David Ojala gegründet wurde. In ihrem Stil vereint die Band Punkrock mit 1960er- und 1970er-Jahre-Elementen.

## Bandgeschichte
Der Bandname bezieht sich auf die Soulsängerin Laura Lee. Sie brachten nach zwei Split-EPs (Milemaker und Impel) das Album At the Royal Club (Arabesque Records) und das Album Black City (Burning Heart Records) heraus. 2003 wurde eine Demo- und Singlekompilation mit dem Namen 97–99 veröffentlicht. 
2004 erschien ihr zweites Album Das Not Compute, welches zum Teil mit Hilfe von eigentlich veralteter Technik in den „Svenska Grammophon Studios“ entstanden ist. 
2008 erschien ihr Album Violence Is Timeless auf dem schwedischen Label I Made This, gefolgt vom Werk Tree auf dem Label Oh Really!? im Jahr 2013.

## Diskografie

### Alben
- 1999: At the Royal Club (Arabesque)
- 2002: Black City (Burning Heart / Epitaph)
- 2003: 97-99 (Lovitt Records)
- 2004: Das Not Compute (Burning Heart / Epitaph)
- 2008: Violence Is Timeless (I Made This)
- 2013: Tree (Oh Really!?)
- 2020: Apartment (Welfare Sounds)

### Singles
- 2001: Pretty Electric (Burning Heart / Green Hell)
- 2002: Need to Get Some (Burning Heart)
- 2002: Black City (Burning Heart)
- 2003: Trapped In (Burning Heart)
- 2004: Das Compute (Epitaph)
- 2005: Dirty Love (Epitaph)
- 2008: Central Park (I Made This)
- 2008: LAX (I Made This)
- 2010: Violence Is Timeless EP (I Made This)

## Belege
1. ↑  Chartquellen: SE